# Dzmitryj Korabaŭ
Dzmitryj Korabaŭ (in bielorusso Дзмітрый Корабаў?; Navapolack, 12 marzo 1989) è un hockeista su ghiaccio bielorusso.

## Carriera
La sua carriera è iniziata in patria con l'HK Gomel nella stagione 2006/07. Nella stagione 2008/09, dopo due esperienze allo Shinnik Bobruisk e al Keramin Minsk, è approdato in KHL con l'HC Dinamo Minsk. Ha giocato con l'HC Shakhter Soligorsk, prima di fare ritorno all'HC Dinamo Minsk dal 2010 al 2012.
Nella stagione 2012/13 è approdato in AHL con i Syracuse Crunch, dove è rimasto per due stagioni. Nel 2013/14 ha giocato in NHL con i Tampa Bay Lightning, dove tuttavia ha collezionato solo tre presenze.
Nel 2014/15 ha fatto ritorno in KHL, dove ha giocato con Atlant Moscow Oblast (2014/15) e HC Spartak Mosca (2015/16), prima di passare di nuovo all'HC Dinamo Minsk, in cui milita tuttora.
In ambito internazionale, con la nazionale bielorussa, ha preso parte a diverse edizioni dei campionati mondiali a partire dal 2009.